# Renwick
Renwick är en ort i civil parish Kirkoswald i grevskapet Cumbria i England. Orten är belägen 16 km från Penrith. Renwick var en civil parish fram till 1934 när blev den en del av Kirkoswald. Parish hade 174 invånare år 1931.